# Pilkning
Pilkning är ett fiskesätt som utförs från båt med ett drag – pilk – som fästs i en lina. Man rycker hela tiden i linan och på så sätt rör sig pilken på ett sätt som får den att påminna om en liten fisk eller annat djur.
Fiske av torsk utförs ofta med pilkning.
Pilk ska inte blandas samman med pirk eller pimpel. De senare är två ord för samma sak, nämligen det korta spö som man använder vid isfiske. Även den här fiskemetoden förknippas dock med ryckande linrörelser.

## Källhänvisningar
1. 1 2   pilk i Nationalencyklopedins nätupplaga. Läst 16 februari 2015.
2. ↑   pirk i Nationalencyklopedins nätupplaga. Läst 16 februari 2015.
3. ↑   pimpel i Nationalencyklopedins nätupplaga. Läst 16 februari 2015.